# Verband evangelischer Kirchenmusikerinnen und Kirchenmusiker in Deutschland
Der Verband evangelischer Kirchenmusikerinnen und Kirchenmusiker in Deutschland (VeM) ist der Zusammenschluss der in den Landeskirchen der Evangelischen Kirche in Deutschland (EKD) bestehenden selbständigen Landesverbände zum Zweck der Förderung der Kirchenmusik. Sitz des Vereins ist Hannover.
Zu seinen Aufgaben gehören satzungsgemäß darüber hinaus die Wahrnehmung der fachlichen, beruflichen und sozialen Interessen der Kirchenmusikerinnen und -musiker sowie die Vertretung der Mitglieder gegenüber den Kirchen- und Staatsbehörden.
Präsident ist Bezirkskantor KMD Peter Ammer, Vizepräsidenten sind Heike Kieckhöfel und KMD Ingomar Kury, der Geschäftsführer ist KMD Klaus Wedel.
Mitglieder des Verbands sind die 19 Kirchenmusikverbände der Landeskirchen der Evangelischen Kirche Deutschlands mit ihren ca. 5.800 Kirchenmusiker*innen.

## Geschichte
Der Verband wurde 1933 in Berlin als „Reichsbund für evangelische Kirchenmusik“ von Adolf Strube gegründet. Im gleichen Jahr erfolgte die Umbenennung in „Reichsverband für evangelische Kirchenmusik“. Damals war der Verband in drei Fachverbände gegliedert, den „Verband evangelischer Kirchenmusiker Deutschlands“, den „Verband evangelischer Kirchenchöre“ und den „Verband evangelischer Posaunenchöre“.

## Präsidenten (Auswahl)
- Bernhard Reich (1995–2006)
- Lothar Mohn (2007–2008)
- Christoph Bogon (2009–2020)
- Peter Ammer (seit 2020)

## Weblink
- Offizielle Website